# جايسون مايرز
جايسون مايرز (بالإنجليزية: Jason Myers)‏ هو لاعب كرة قدم أمريكية أمريكي، ولد في 12 مايو 1991 في تشولا فيستا في الولايات المتحدة.

## وصلات خارجية
- جايسون مايرز على موقع مرجع كرة القدم المحترفة.كوم (الإنجليزية)